# 常徳寺 (京丹後市)
常徳寺（じょうとくじ）は、京都府京丹後市大宮町口大野858にある日蓮本宗の寺院。山号は薬王山。本尊は大曼荼羅。

## 歴史

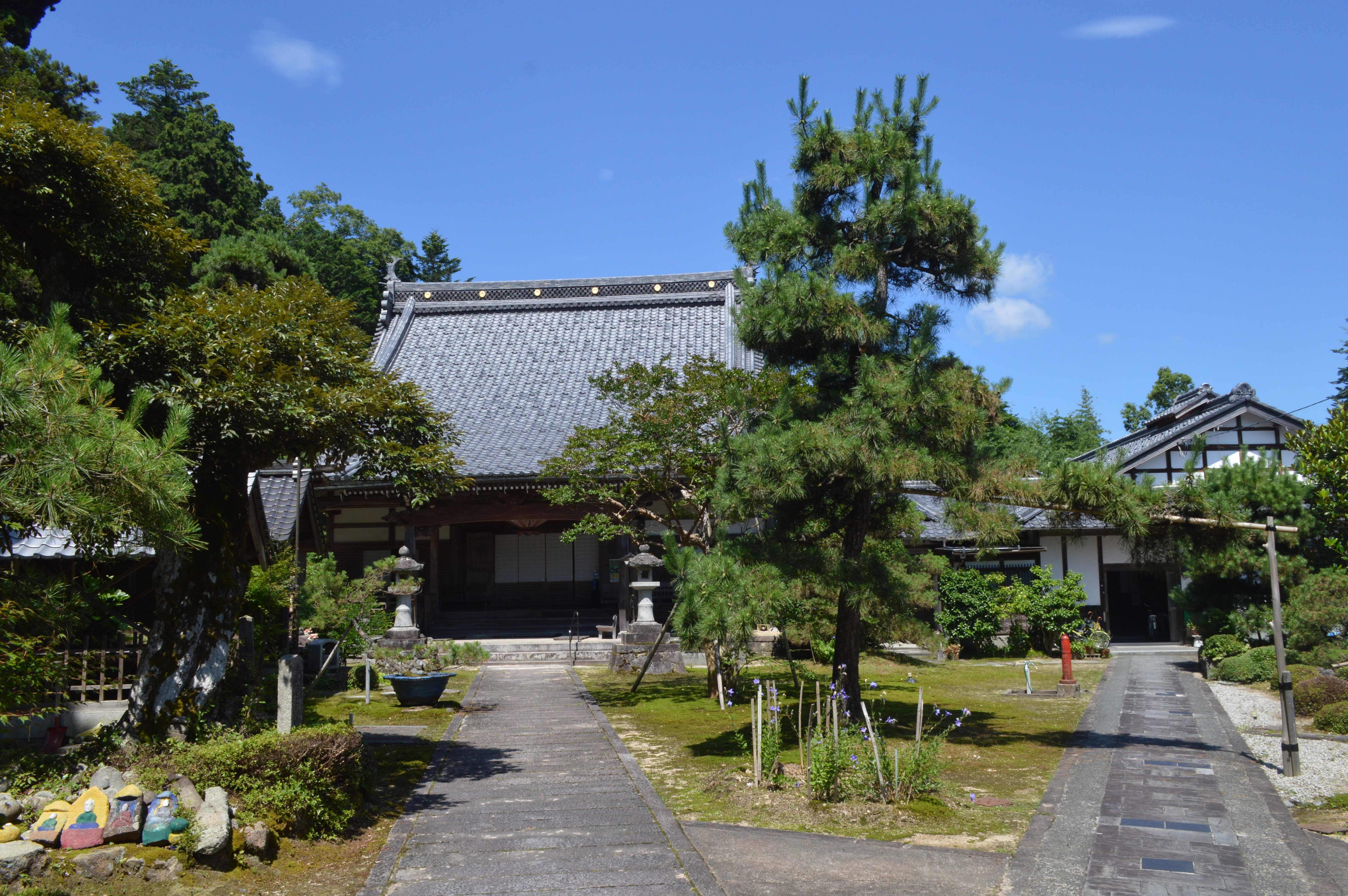
境内

美濃斎藤氏の家臣である小牧賴秀の長子小牧義秀が、慶長元年（1596年）に丹後奥大野にある長福寺第9世本成坊日吾の門を叩いた。出家して得度すると日来と称し、慶長7年（1602年）に庵室をおこしたのが常徳寺のはじまりである。
- 1602年（慶長7年） - 日来が開基した。
- 1642年（寛永19年） - 現在地薬師谷に移り、日円の代に本堂・山門・庫裏を整える。
- 1836年（天保7年）  - 番神堂・山門を残し、焼失。
- 1841年（天保12年） - 焼失した建物を復興。
- 1876年（明治9年） - 富士門流の統一教団日蓮宗興門派の結成に参加。
- 1899年（明治32年） - 日蓮宗興門派は日蓮本門宗（本門宗）と改称。
- 1927年（昭和2年） - 北丹後地震により、山門以外の建物が倒壊。
- 1941年（昭和16年） - 本門宗は一致派の日蓮宗、勝劣派の顕本法華宗とともに三派合同を行い、日蓮宗を結成。
- 1950年（昭和25年）12月 - 本山要法寺とともに日蓮宗から独立して日蓮本宗を結成[2]。

## 境内
- 本堂 - 1927年（昭和2年）の北丹後地震で倒壊した後に再建された。
- 山門 - 文政3年（1820年）建立と伝わる。
- 鐘楼
- 三十三番神堂

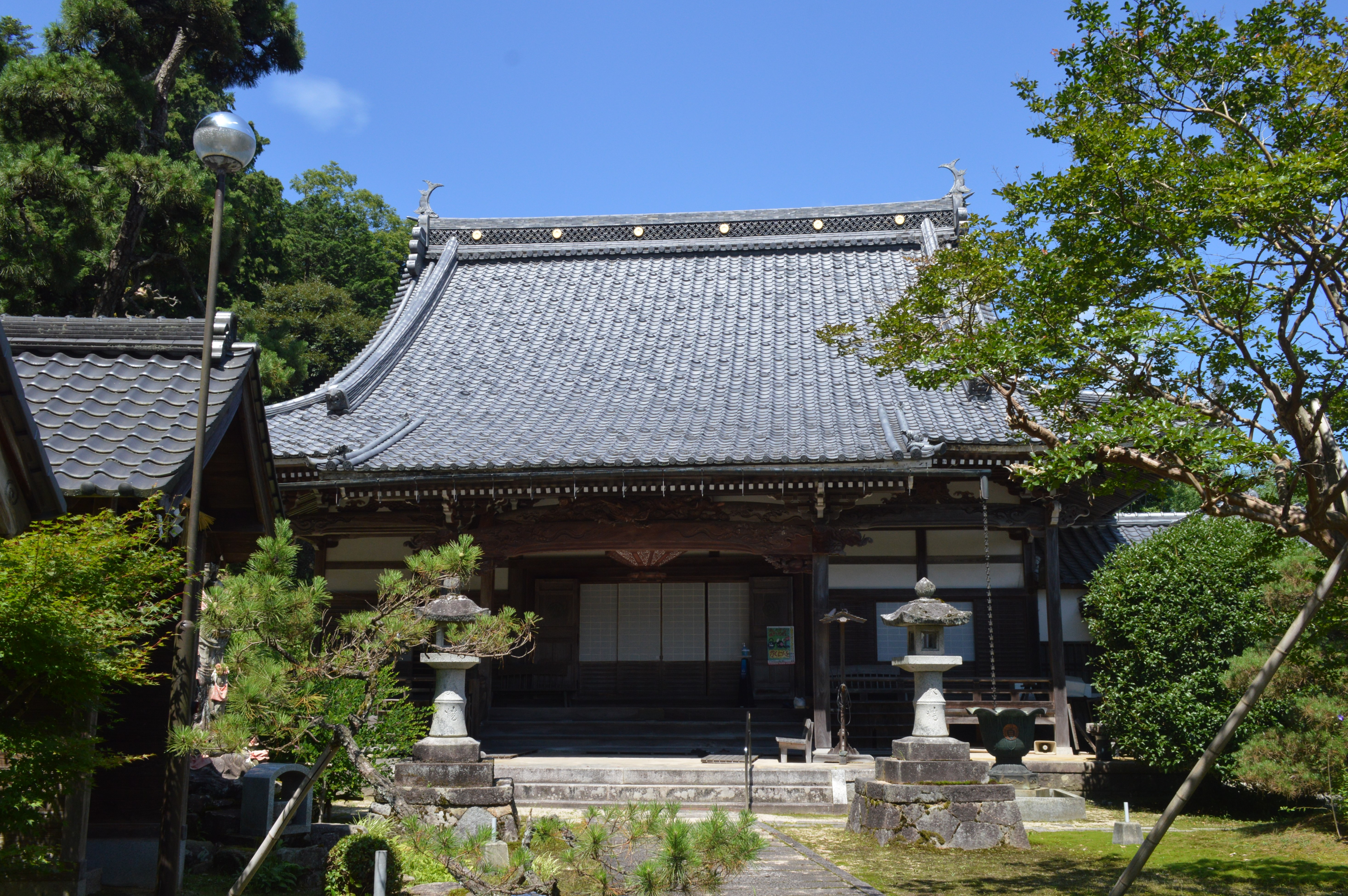
本堂
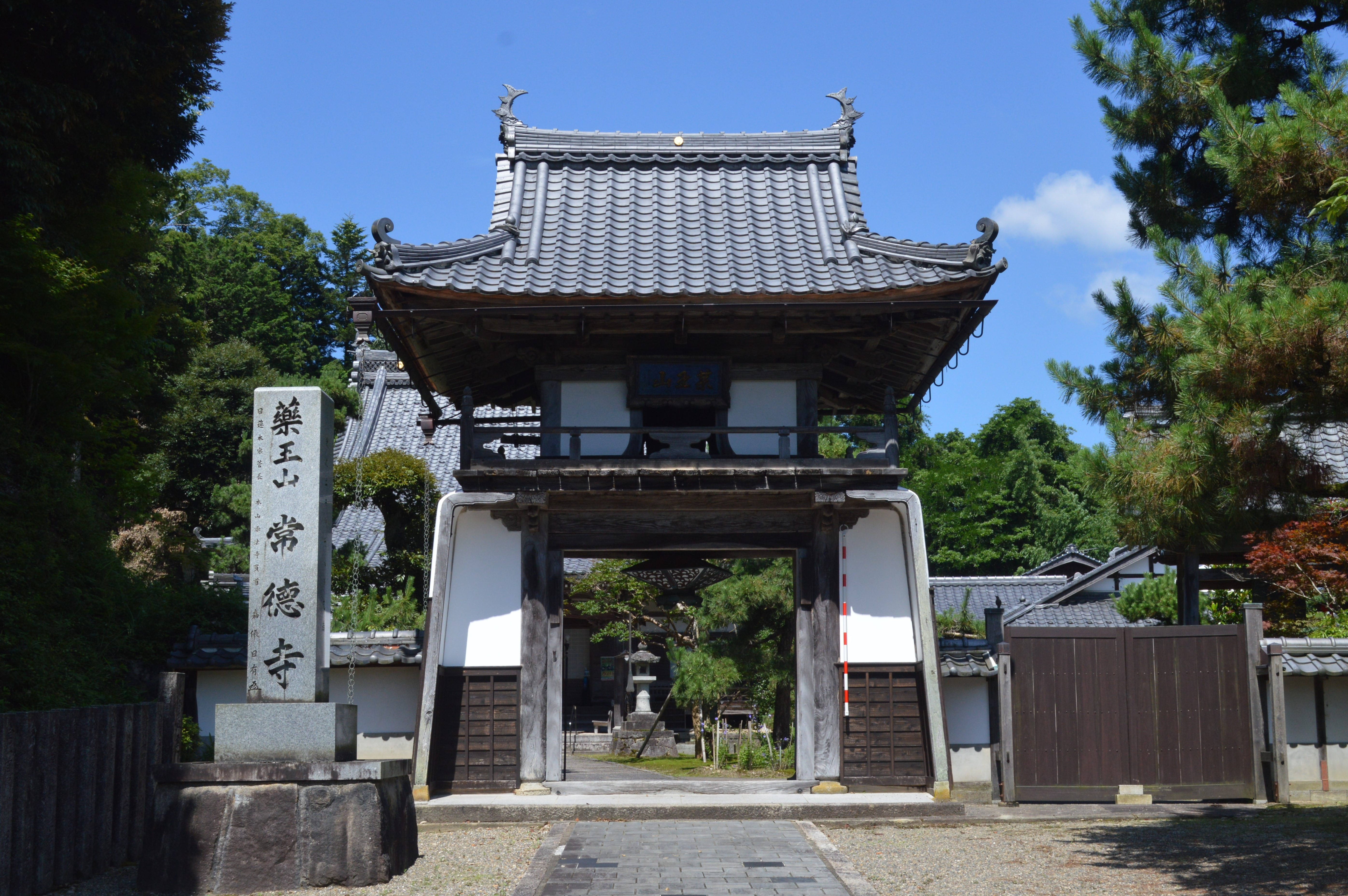
山門
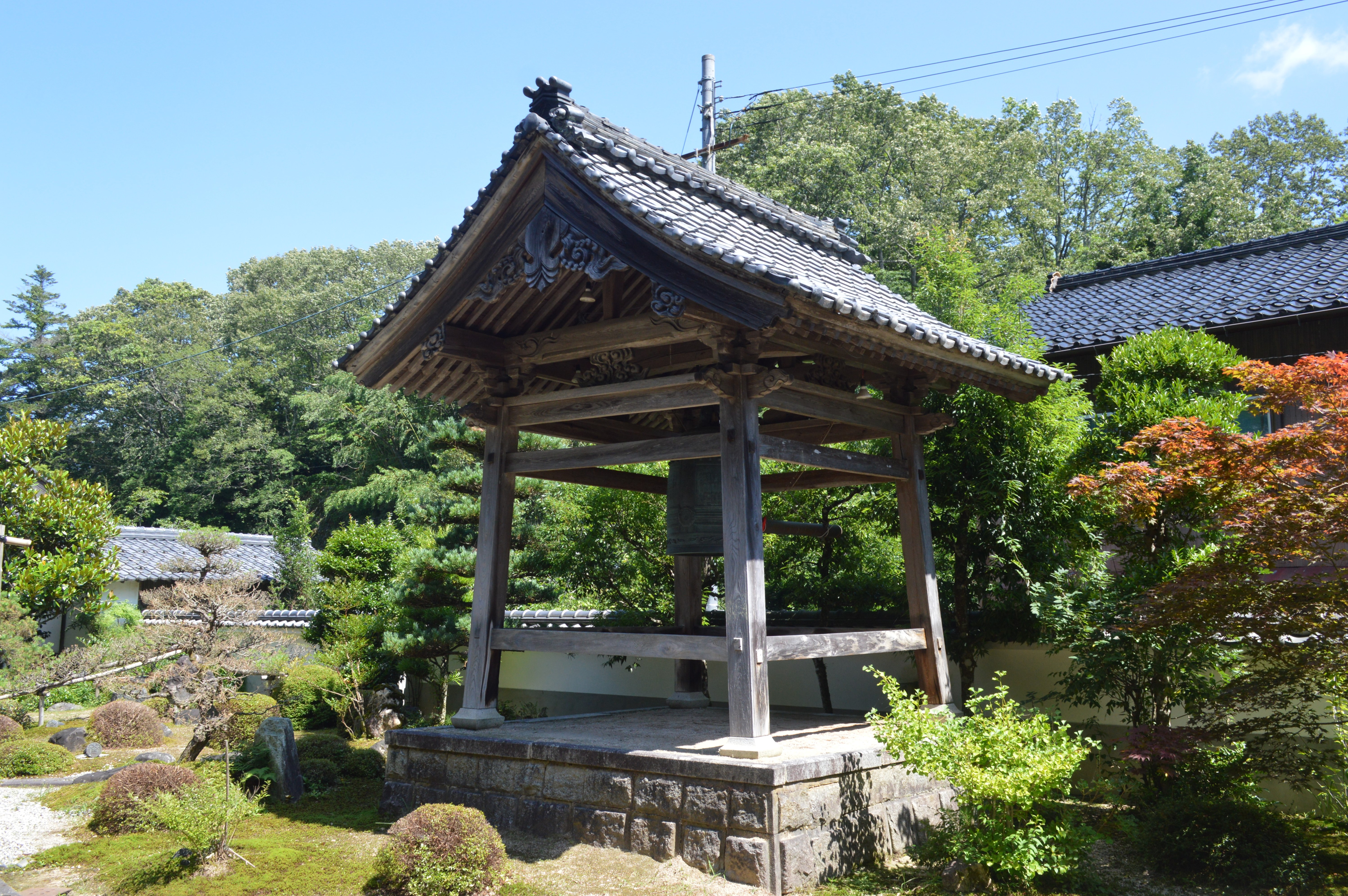
鐘楼
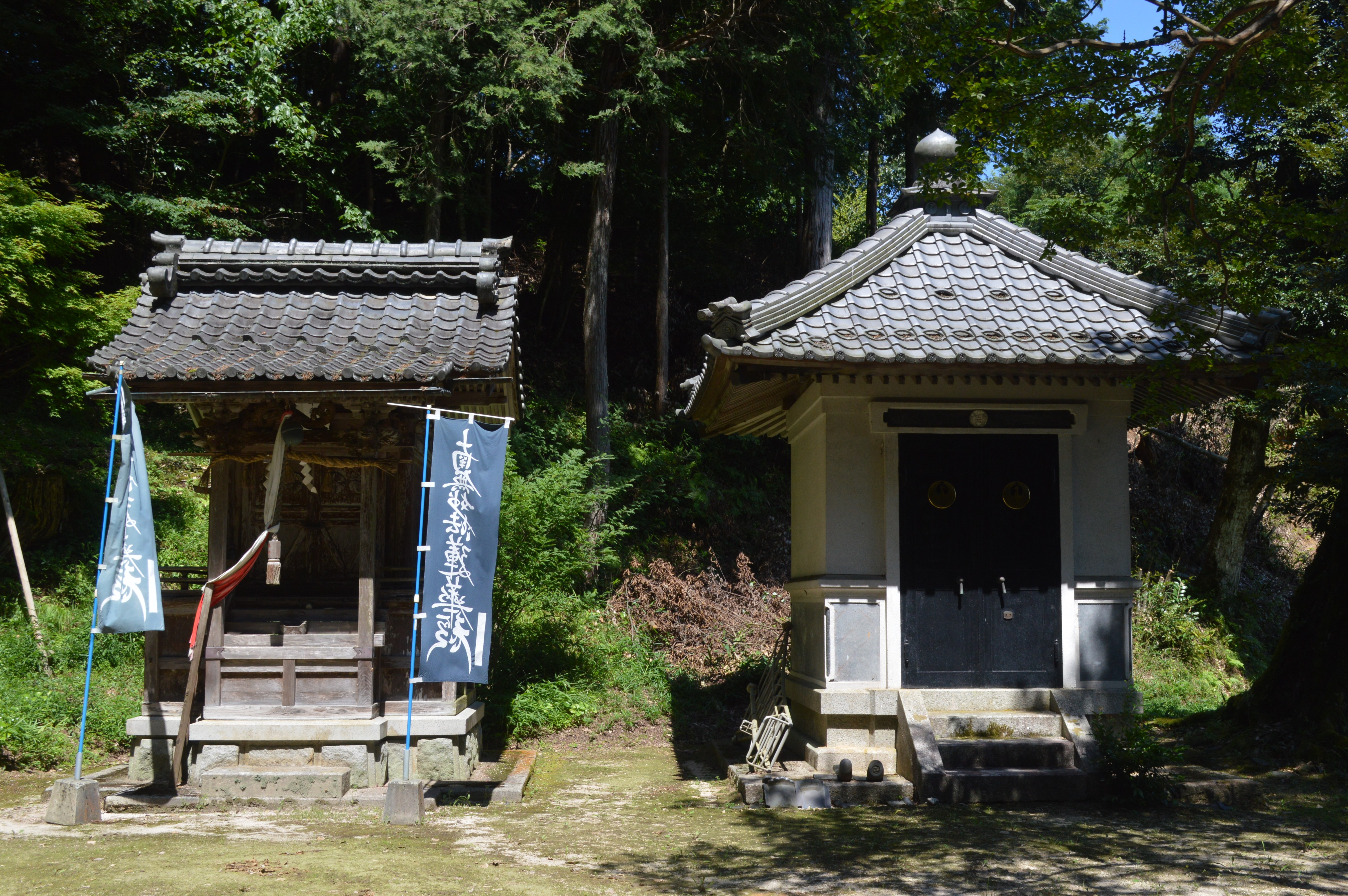
三十三番神堂（左）

## 歴代住職
| 代         | 日号 | 阿闍梨号・院号 | 御遷化年月日              | 享年 | 備考                                    |
| ---------- | ---- | -------------- | ------------------------- | ---- | --------------------------------------- |
| 開基・初代 | 日来 | 本誠坊 実行院  | 寛永9年6月22日（1632年）  | 65歳 | 丹後・長福寺10代                        |
| 2代        | 日通 | 事円院         | 慶安元年9月21日（1648年） |      |                                         |
| 3代        | 日長 | 理教院         | 万治2年2月24日（1659年）  |      |                                         |
| 4代        | 日英 | 円殊院         | 寛文10年3月1日（1670年）  |      |                                         |
| 5代        | 日達 | 一要院         | 元禄9年8月10日（1696年）  |      | 丹後・妙受寺開基                        |
| 6代        | 日浄 | 普光院         | 宝永2年3月1日（1705年）   |      |                                         |
| 10代       | 日円 | 久遠坊         | 寛保2年10月7日（1742年）  |      |                                         |
| 16代       | 日立 | 安住阿闍梨     | 文化8年7月22日（1811年）  | 60歳 | 山城・京都要法寺32祖 山城・本地院第18世 |
| 22代       | 日進 | 精行阿闍梨     | 明治21年7月26日（1888年） | 73歳 | 山城・京都要法寺39祖                    |
| 28代       |      |                |                           |      |                                         |
| 29代       |      |                |                           |      |                                         |
| 30代       |      |                |                           |      |                                         |

## 文化財

### 府暫定登録文化財
- 山門 - 京都府暫定登録文化財
- 三十番神堂 - 京都府暫定登録文化財

### 市指定文化財
- 日興上人御本尊一幅 - 京丹後市指定文化財
- 日親上人御本尊一幅 - 京丹後市指定文化財